# Episodi di Cosby (quarta stagione)
La quarta stagione della serie televisiva Cosby è stata trasmessa in anteprima negli Stati Uniti d'America dalla CBS tra il 29 settembre 1999 e il 28 aprile 2000.
| nº | Titolo originale                          | Titolo italiano | Prima TV USA      | Prima TV Italia |
| -- | ----------------------------------------- | --------------- | ----------------- | --------------- |
| 1  | My Spy                                    |                 | 29 settembre 1999 |                 |
| 2  | The Wedding                               |                 | 6 ottobre 1999    |                 |
| 3  | Book 'Em, Griff O                         |                 | 13 ottobre 1999   |                 |
| 4  | Lucas Apocalypse                          |                 | 20 ottobre 1999   |                 |
| 5  | A Teacher's Life                          |                 | 27 ottobre 1999   |                 |
| 6  | There's Something About Hilton            |                 | 3 novembre 1999   |                 |
| 7  | Superstar (Part 1)                        |                 | 17 novembre 1999  |                 |
| 8  | Superstar (Part 2)                        |                 | 17 novembre 1999  |                 |
| 9  | The Parent Trap                           |                 | 15 dicembre 1999  |                 |
| 10 | One for the Books                         |                 | 22 dicembre 1999  |                 |
| 11 | Loving Madeline                           |                 | 29 dicembre 1999  |                 |
| 12 | The Hilton Hilton                         |                 | 14 gennaio 2000   |                 |
| 13 | Chilly Scenes of Winter Golf              |                 | 21 gennaio 2000   |                 |
| 14 | To Catch a Thief                          |                 | 28 gennaio 2000   |                 |
| 15 | Raising Paranoia                          |                 | 3 marzo 2000      |                 |
| 16 | It's a Wonderful Wife                     |                 | 10 marzo 2000     |                 |
| 17 | The Perfect Valentine                     |                 | 31 marzo 2000     |                 |
| 18 | A Pair of Threes Beats a Flush Every Time |                 | 7 aprile 2000     |                 |
| 19 | Thursday's Child                          |                 | 14 aprile 2000    |                 |
| 20 | Kids Eat the Darndest Things              |                 | 14 aprile 2000    |                 |
| 21 | A Long Night's Journey                    |                 | 21 aprile 2000    |                 |
| 22 | The Song Remains the Same                 |                 | 28 aprile 2000    |                 |